# Śluzice
Śluzice (Myxini) – monotypowa gromada prymitywnych ewolucyjnie, pozbawionych szczęk zwierząt morskich zaliczanych do bezżuchwowców (Agnatha), a wraz z minogami do krągłoustych (Cyclostomata). W szerszym znaczeniu zaliczane są do ryb.

## Występowanie
Są zwierzętami morskimi. Występują we wszystkich morzach z wyjątkiem Morza Czerwonego oraz Arktyki. W strefie tropikalnej spotykane tylko na dużych głębokościach, w strefie umiarkowanej żyją również w wodach przybrzeżnych. Są jedną z najbardziej rozpowszechnionych grup zwierząt w głębinach.
W zapisie kopalnym występują rzadko. Z późnego karbonu (pensylwan) Illinois znany jest Myxinikela siroka.

## Tryb życia
Śluzice prowadzą nocny tryb życia. Żywią się padliną, rybami chorymi oraz unieruchomionymi w sieciach rybackich. Są zjadane przez ssaki morskie oraz duże drapieżne bezkręgowce. Mają zdolność zapętlania ciała w supeł, a następnie przesuwania go wzdłuż ciała, co ma znaczenie przy uwalnianiu się z paszczy drapieżnika, a także umożliwia wyrywanie kęsa pokarmowego z ciała ofiary, do której śluzica jest silnie przyczepiona. Nie podejmują wędrówek dalszych niż 100 km.

## Budowa
Śluzice dorastają do ok. 1 m długości. Są podłużne, przypominają z wyglądu węgorze, ich ciało pokrywa lepki śluz. Największe gruczoły śluzowe znajdują się po obu stronach brzusznego fałdu płetwowego. Nie mają oczu i płetwy grzbietowej. Zamiast szczęk posiadają zębopodobne wyrostki mieszczące się na silnym języku, znajdującym się w lejku przyssawkowym. Służą do rozdrabniania pokarmu i wwiercania się w ciało ryby. W grzbietowej części przyssawki leży otwór węchowy, otoczony czułkami. Otwór ten prowadzi do kanału dochodzącego do gardzieli. Na brzusznej stronie boków występują dwie linie od 70 do 200 gruczołów śluzowych. 

## Układ oddechowy
Śluzice są skrzelodyszne. U większości gatunków otwory oddechowe nie otwierają się bezpośrednio na zewnątrz ciała. Są połączone we wspólny kanał mieszczący się pod skórą, a otwierający się z tyłu w znacznej odległości od worków skrzelowych. Dzięki temu mogą oddychać, kiedy znaczna część przedniego odcinka ciała znajduje się w tkankach zaatakowanej ryby.

## Układ krążenia
Charakterystyczne dla śluzic jest występowanie kilku „serc”. Oprócz serca pompującego krew w kierunku skrzeli śluzice mają też „serce” pompujące krew do wątroby, „serce” pompujące krew w kierunku tułowia i leżące w okolicy ogonowej oraz „serce” leżące w okolicy głowowej.

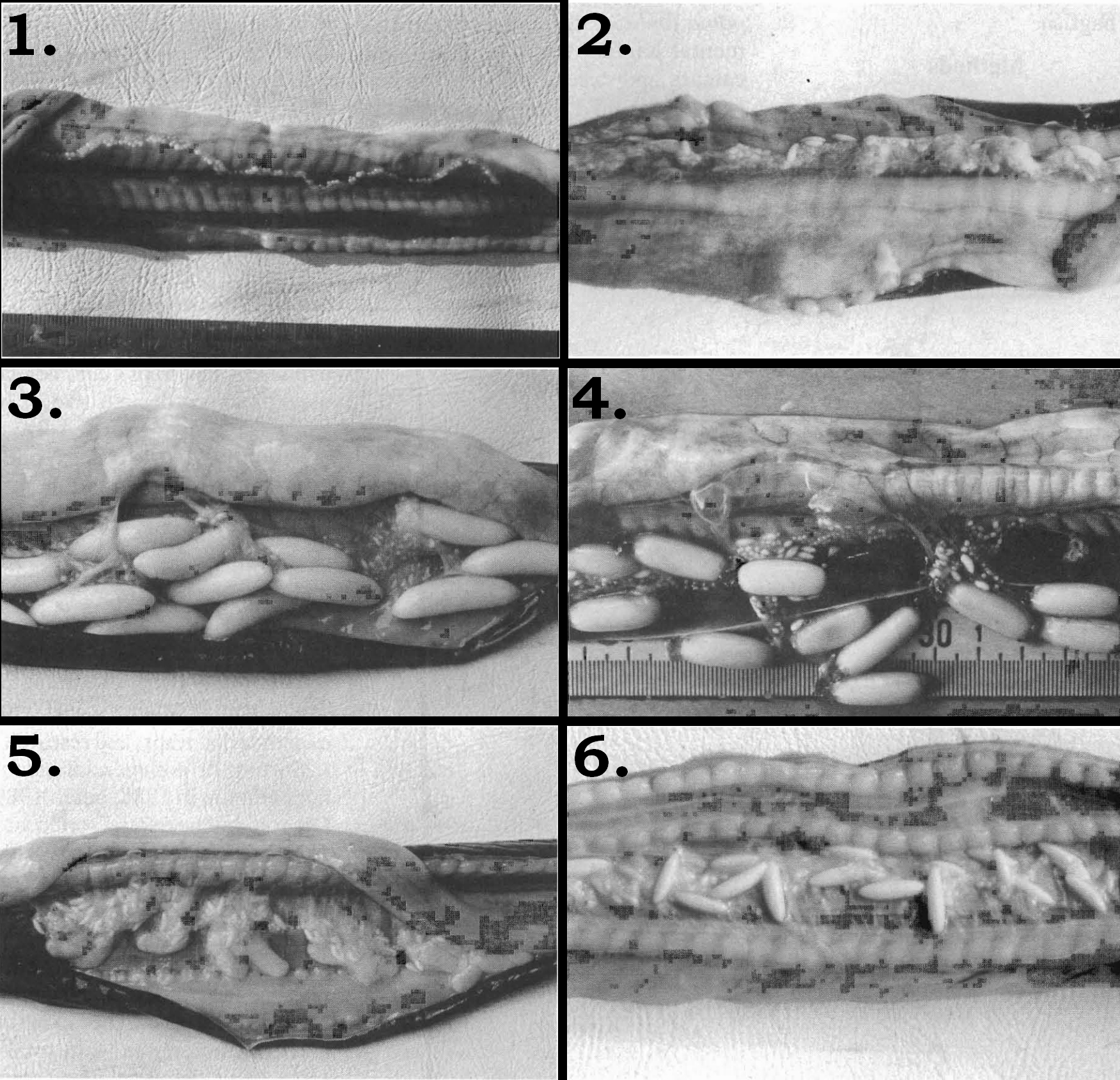
Gonady Eptatretus deani

## Układ rozrodczy i rozmnażanie
Śluzice są warunkowymi hermafrodytami. Młode osobniki mają gruczoł rozrodczy męski, który u starszych – po wyczerpaniu się plemników – produkuje komórki jajowe. Śluzica staje się wtedy samicą. Gruczoł rozrodczy złożony jest z części jajnikowej i jądrowej. Zapłodnienie jest zewnętrzne, rozwój bez przeobrażenia.

## Systematyka
Gromada obejmuje rząd:
Myxiniformes – śluzicokształtne
z jedną rodziną:
Myxinidae – śluzicowate